# 津軽信寧
津軽 信寧（つがる のぶやす）は、江戸時代中期の大名。陸奥国弘前藩7代藩主。官位は従五位下・越中守。

## 生涯
元文4年（1739年）2月27日、6代藩主の津軽信著の長男として誕生した。延享元年（1744年）8月2日、26歳で早世した信著の跡を6歳で相続した。また、一族の津軽著教に3000俵を分け与えた。だが翌年に著教が死亡したため、3000俵は本藩へ戻された。宝暦3年（1753年）2月18日、9代将軍の徳川家重に御目見した。同年12月18日、従五位下土佐守に叙任された。
信寧の治世中、弘前藩は飢饉など天災が相次いで領地は荒廃し、借金は35万両にも及んだ。しかも藩重臣の3名が商人と結託して、藩内の米を買い占めて江戸へ売却して暴利を貪るなど、藩政に不正も起こっていた。明和3年（1766年）7月8日、地震のために弘前城が壊れたため、修復費用として幕府から4000両を借り入れた。天明元年（1781年）から起こった天明の大飢饉は藩にとどめを刺すこととなった。天明3年12月25日（1784年）、幕府から飢饉対策のために1万両を借り入れた。これら借財の返済のため、信寧は財政改革に乗り出そうとしたが、その矢先の天明4年（1784年）に急死し、跡を長男の信明が継いだ。

## 系譜
- 父：津軽信著
- 母：不詳
- 正室：綾姫 - 松平明矩の娘
- 側室：歌喜、妙詮院 - 青木助右衛門の妹
  - 長男：津軽信明（1762-1791）
- 生母不明の子女
  - 女子：阿部正倫継室
  - 女子：堀親忠正室
  - 女子：堀親忠継室
  - 女子：那須資明室

## 偏諱を受けた人物
- 津軽寧親 - 黒石津軽家第6代当主、信寧の嫡男・信明の死後にその跡を継いで弘前藩の9代藩主となる。